# Bissert
 Bissert (en alsacià Beesert) és un municipi francès, situat a la regió del Gran Est, al departament del Baix Rin. L'any 1999 tenia 157 habitants.
Forma part del cantó d'Ingwiller, del districte de Saverne i de la Comunitat de comunes de l'Alsace Bossue.

## Demografia
| 1962 | 1968 | 1975 | 1982 | 1990 | 1999 |
| ---- | ---- | ---- | ---- | ---- | ---- |
| 187  | 190  | 174  | 135  | 133  | 157  |

## Administració
| Període | Identitat        | Partit |
| ------- | ---------------- | ------ |
| 2001-   | Francis Schorung |        |